# Attacco alla Baia di Suda
L'attacco alla baia di Suda fu un'operazione militare della Regia Marina italiana durante la seconda guerra mondiale. Nel marzo 1941, nella baia di Suda a Creta, sei incursori della Xª Flottiglia MAS a bordo di altrettanti barchini esplosivi danneggiarono gravemente l'incrociatore pesante inglese York, al punto da costringerlo all'incagliamento, ove subì ulteriori danni a opera della Luftwaffe. Venne danneggiata pesantemente anche la petroliera norvegese Pericles, che in seguito affondò.

## L'attacco

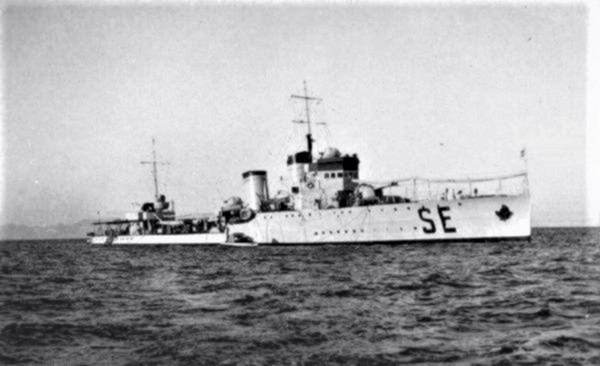
Il cacciatorpediniere Sella, uno dei due cacciatorpediniere attrezzati per il trasporto e la messa in mare del barchini esplosivi

Il relitto della HMS York ispezionato da una squadra di marinai della torpediniera Sirio dopo la resa di Creta

Quella del 25 marzo 1941 fu la prima azione coronata da successo della Xª Flottiglia MAS: sei barchini esplosivi presero di mira diverse unità nemiche nella baia di Suda, a Creta, affondando l'incrociatore pesante York da 8 250 t. Il via alla missione era stato dato sulla base dei risultati della ricognizione aerea che aveva sorvolato la baia il mattino del 26 marzo dopo che già altre due volte, in gennaio e febbraio, missioni analoghe erano state annullate dopo l'inizio. I cacciatorpediniere Crispi e Sella, attrezzati con gru elettriche ed appositi alloggiamenti per il trasporto dei barchini, erano già dislocati a Stampalia da dove in circa 6 ore e mezzo potevano raggiungere i pressi della penisola di Acrotiri, a 10 miglia dalla Baia di Suda.
Alle 23:41 i cacciatorpediniere invertirono la rotta ed i sei barchini, con al comando il tenente di vascello Luigi Faggioni, si diressero verso l'obiettivo. Gli altri battelli erano pilotati dal sottotenente di vascello Angelo Cabrini, dal capo meccanico di seconda classe Alessio De Vito, dal capo meccanico di terza classe Tullio Tedeschi, dal secondo capo meccanico Lino Beccati, dal sergente cannoniere Emilio Barberi. Tra i partecipanti anche Fiorenzo Capriotti, che venne preso prigioniero nel successivo attacco a Malta in cui si meritò la medaglia d'argento al valor militare.
I sei MTM dovevano forzare durante la notte i tre ordini di ostruzioni della baia distribuiti lungo le sei miglia di estensione della baia stessa. La prima ostruzione venne superata senza problemi, mentre il battello di Barberi si impigliò nella seconda ma riuscì a proseguire. Alle 02:45, passata la seconda ostruzione, Faggioni decise di accelerare, nonostante alcuni proiettori da ricerca stessero perlustrando le acque. Alle 04:30 venne avvistata la terza ostruzione, che viene superata passando in un piccolo varco tra l'ultima boa e la costa. Alle 04:45 gli incursori rimasero in attesa fino a che le luci dell'alba permisero di individuare chiaramente le sagome degli obbiettivi ancorati in rada. Faggioni dopo aver perlustrato gli ancoraggi col binocolo fece fare altrettanto agli altri incursori, ed assegnò ad ognuno i bersagli.
Alle 05:00 i battelli partirono coi motori al minimo per l'avvicinamento finale ed i barchini di Angelo Cabrini e Tullio Tedeschi centrarono lo York, che venne portato all'incaglio, ma con danni talmente gravi che non venne comunque recuperato; un altro, pilotato dal sergente cannoniere Emilio Barberi centrò la petroliera Pericles da 8 324 t. Faggioni, che si stava dirigendo verso una petroliera, vide sfilarle da dietro una unità da guerra, l'incrociatore Coventry, che si era rifornito dalla stessa durante la notte, e cambiò la direzione del battello verso la nave che prendeva velocità, ma visto anche che i battelli non erano fatti per puntare bersagli in movimento, mancò il suo bersaglio programmato centrando la banchina di un molo. Un barchino venne recuperato intatto dagli inglesi. Tutti gli incursori, Faggioni, Cabrini, Tedeschi, De Vito, Beccati e Barberi, miracolosamente illesi, furono fatti prigionieri dai britannici..

## Le conseguenze
La York venne giudicata non recuperabile, e fu utilizzata come batteria galleggiante durante la battaglia di Creta; successivamente, poco prima della caduta dell'isola, le batterie principali vennero distrutte con cariche da demolizione dal suo equipaggio, che abbandonò poi la nave. Il relitto venne acquistato nel dopoguerra da una società di demolizione italiana e trainato nel marzo 1952 a Bari dove venne demolito.
La petroliera Pericles fu talmente danneggiata nelle strutture che, a rimorchio di un cacciatorpediniere, affondò il 14 aprile 1941 in rotta verso Alessandria durante un fortunale.
Al ritorno in patria i sei militari italiani per l'azione vennero decorati con la Medaglia d'Oro al Valor Militare sul campo, la più alta onorificenza militare italiana.
A Cabrini e Tedeschi la Marina Militare ha intitolato nel 2018 due Unità navali polifunzionali ad alta velocità utilizzate dal Gruppo Operativo Incursori.